# Hemithyrsocera heralda
Hemithyrsocera heralda är en kackerlacksart som först beskrevs av Bei-Bienko 1968.  Hemithyrsocera heralda ingår i släktet Hemithyrsocera och familjen småkackerlackor.
Artens utbredningsområde är Nepal. Inga underarter finns listade i Catalogue of Life.